# Krusty el payaso
Herschel Shmoikel Pinkus Yerocham Krustofsky, conocido como Krusty el Payaso o el Payaso Krusty, es un personaje de la serie de dibujos animados Los Simpson. Su voz original se la da Dan Castellaneta. En España fue doblado por Rafael Alonso, Sr. en las dos primeras temporadas y a partir de la tercera por Abraham Aguilar. En Hispanoamérica fue doblado por Mario Sauret en su primera aparición notable, de la segunda temporada a la 15 por Tito Reséndiz, por Sebastián Llapur de la temporada 15 hasta la temporada 25 y desde la 34, Mauricio Pérez de la temporada 25 hasta la temporada 31 y por Ulises Maynardo Zavala en las temporadas 32 y 33. Es el payaso que presenta el programa de televisión favorito de los niños de Springfield, localidad donde transcurre principalmente la serie.
Según Matt Groening, creador de Los Simpson, el personaje está basado en Rusty Nails, un popular payaso de televisión de Portland (Oregón, Estados Unidos). Fue diseñado para ser igual a Homer Simpson con maquillaje de payaso, ya que la idea original era que Bart adorara a un payaso de televisión que físicamente es igual a su padre; también se tuvo en mente la idea de que Krusty fuera un alter ego de Homer, teniendo así una profesión y personalidad secreta, idea que se retomó en el episodio Homie, el payaso. Su voz está basada en Bob Bell, actor que personificó al payaso Bozo en el canal WGN-TV estadounidense. Krusty apareció por primera vez en televisión el 15 de enero de 1989 en el corto The Krusty the Clown Show, emitido en El show de Tracey Ullman. Su estatura es 1,83 m ( 6' 0")

## Papel enLos Simpson

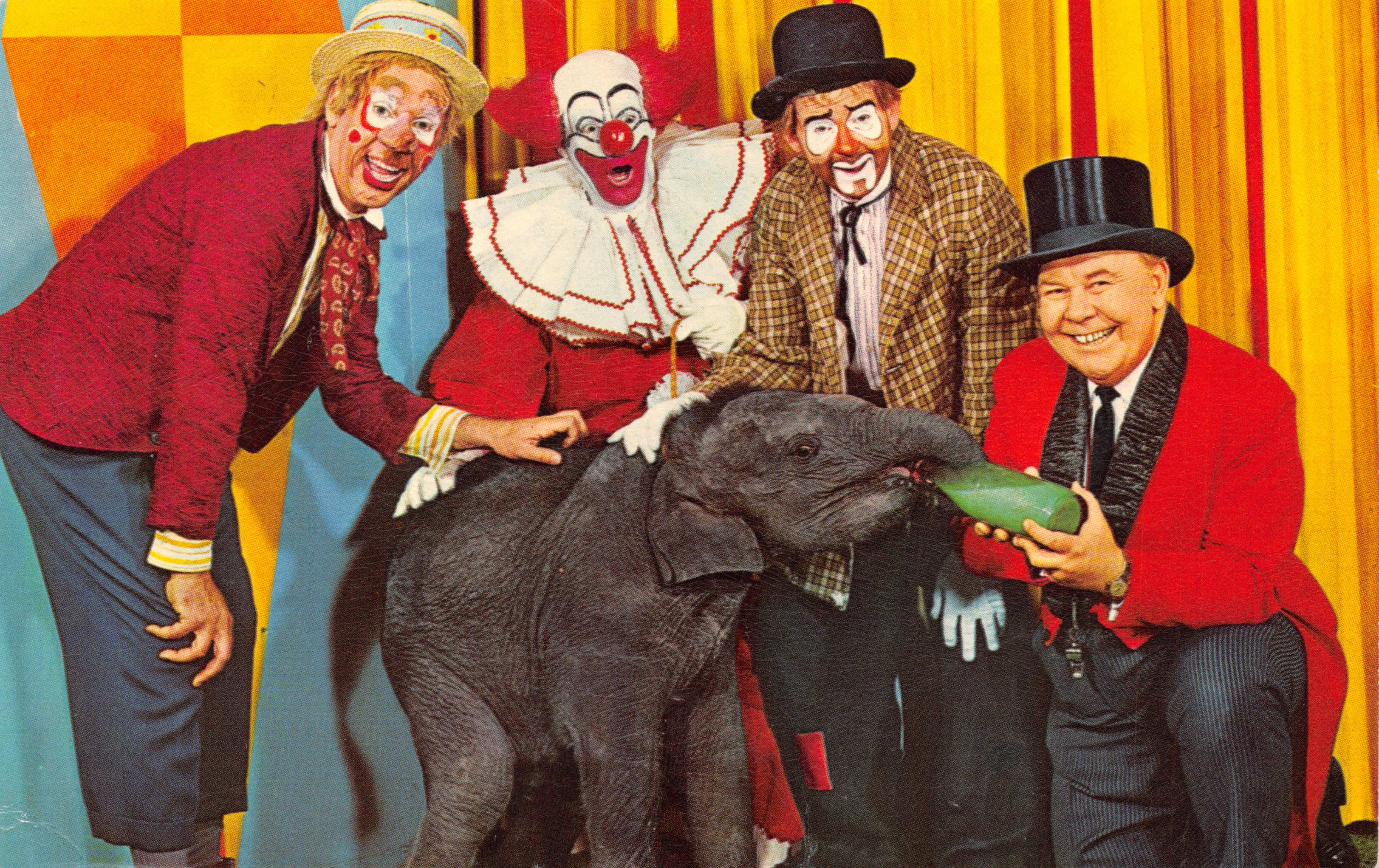
Dan Castellaneta basó su actuación como Krusty en el actor de televisión Bob Bell quien tiene una voz muy ronca e interpretó al payaso Bozo de WGN-TV de 1960 a 1984.

Krusty el payaso es judío, nació con el nombre de Herschel Krustofsky en Annapolis, Maryland, y es el hijo del rabino Hyman Krustofsky, quien se opuso fuertemente al deseo de Krusty de convertirse en un payaso y hacer reír a la gente, ya que deseaba que el niño siguiese sus pasos; sin embargo, Krusty comenzó a actuar como comediante a espaldas de su padre. Un día, mientras actuaba en una convención de rabinos, uno de los asistentes le arrojó agua sobre la cara, quitándole su maquillaje de payaso. Cuando el Rabino Krustofsky se dio cuenta de lo que había sucedido, se desentendió de su hijo, y no volvió a hablarle durante veinticinco años, hasta que se reconciliaron con la ayuda de Bart y Lisa Simpson. Más tarde se reveló que Krusty no había tenido un bar mitzvá, ya que Hyman temía que violaría el carácter sagrado de los ritos con sus "payasadas". Finalmente Krusty tuvo su ceremonia de bar mitzvá como adulto: fue una gala propia de Hollywood, y luego una ceremonia sencilla para cumplir con los deseos de su padre.
Después de abandonar la zona más humilde de Springfield, comenzó su carrera en el espectáculo como un mimo callejero en Tupelo, Misisipi. Años después, cuando estaba firmando su autobiografía, Krusty descubrió que tiene una hija llamada Sophie. Había conocido a la madre de la niña, una soldado, cuando entretenía a los tropas en la Guerra del Golfo. Después de pasar la noche juntos, Krusty evitó que ella cumpliera su misión y asesinase a Saddam Hussein para proteger su carrera, ya que, en el caso de que asesinara al dictador, el payaso no podría haber continuado haciendo chistes sobre él. Tras el incidente, la soldado comenzó a odiar profundamente a los payasos y evitó que su hija y Krusty se conocieran. La niña lo encontró cuando le preguntó a su madre quien era su progenitor y ella le respondió "un payaso patético". Tras introducir esta búsqueda en Internet, el nombre de Krusty fue el primero que apareció.
Krusty tiene su propio programa de televisión: El show de Krusty el payaso, el cual se dirige a los niños y tiene muchos seguidores, incluyendo a Bart y Lisa Simpson. Algunos de los primeros detalles de la carrera de Krusty se revelaron en segmentos cortos, pero muchos se contradicen. Por ejemplo, Krusty reveló en una ocasión que había sido prohibido en televisión por dos períodos de diez y veintidós años consecutivos entre 1957 y 1989. Otro episodio muestra una emisión de un episodio del programa de Krusty de 1961, en el cual entrevista al presidente de AFL-CIO George Meany. El programa de Krusty ha atravesado varias fases: un vídeo de 1963 muestra al payaso entrevistando a Robert Frost y arrojándole una bola de nieve. Luego el programa tomó otro rumbo, con Ravi Shankar como invitado y con Krusty interpretando una versión desenfrenada de la canción de The Doors "Break on Through (To the Other Side)" en 1973. En la década de 1980, el programa se comenzó a dirigir a la audiencia infantil. Durante la serie, El show de Krusty el payaso se muestra como un programa totalmente infantil e incluye muchos personajes, incluyendo a Sideshow Mel, al Sr. Teeny, a Tina Ballerina y a Corporal Punishment. Sideshow Bob solía ser el principal asistente de Krusty. Sin embargo, el payaso se había burlado constantemente de él a lo largo de los años, por lo que Bob terminó inculpando a Krusty en un robo a mano armada, aunque finalmente fue desenmascarado por Bart. Bob desde entonces fue reemplazado por Sideshow Mel, quien ha continuado siéndole leal al payaso.
Durante su carrera profesional Krusty se ha retirado y luego ha vuelto al mundo del espectáculo varias veces durante su carrera. En uno de sus regresos, de la cuarta temporada de la serie, se descubre que es el medio hermano por parte de madre del actor Luke Perry, a quien contacta para que sea una de las estrellas que participen en su especial de regreso al espectáculo. Su retiro más reciente fue casi permanente debido a que Bob, con una bomba de explosivo plástico y con Bart Simpson hipnotizado como señuelo, casi provocó la muerte del payaso y la del niño. Sin embargo, cuando Krusty le hizo un tributo a Bob en el último minuto, este cambió de opinión y evitó que Bart hiciese explotar la bomba. Bob y Krusty luego se reconciliaron, ya que Krusty dijo que los intentos de Bob por matarlo habían elevado su audiencia hasta las nubes.
Bart Simpson es uno de los mayores aficionados de Krusty. En una ocasión declaró que "basa su vida en las enseñanzas de Krusty" y duerme en una habitación repleta de productos del payaso. Demostró el fraude de Sideshow Bob, ayudó a Krusty a regresar a los escenarios con un especial de regreso y salvó su carrera, además de reunirlo con su padre, el rabino Hyman Krustofsky. Por su parte, Krusty se ha olvidado de la ayuda de Bart y lo trata con desinterés. Un verano, Bart asistió felizmente al Kampamento Krusty, en parte debido a la promesa de que pasaría el verano con su ídolo. El campamento resultó ser un desastre, y Krusty no se dejó ver. Bart mantuvo sus esperanzas pensando que el payaso finalmente llegaría, pero un día el director del campamento presentó a Barney Gumble con maquillaje de payaso, simulando que era Krusty. Esto fue decisivo para Bart, y finalmente decidió que estaba cansado de los productos de mala calidad de Krusty y organizó una rebelión en el campamento. Krusty inmediatamente llegó al lugar para solucionar el conflicto y calmar a Bart.
Krusty es un multimillonario que amasó su fortuna principalmente dándole su nombre y su imagen a todo tipo de productos y servicios de mala calidad: desde relojes de alarma hasta barreras de control de tránsito. Muchos de sus productos son potencialmente peligrosos, como la marca de cereal de Krusty, la cual en un episodio incluyó una rueda de metal dentada en cada caja, una de las cuales fue ingerida en un descuido por Bart, lo que le obligó a someterse a una operación de apendicitis. La "Korporación Krusty", compañía responsable de los productos que llevan el nombre del payaso, también ha lanzado a la venta una serie de desastrosas promociones y negocios tales como patrocinar los Juegos Olímpicos de Los Ángeles 1984 con una promoción que se llevó a cabo cuando la Unión Soviética decidió no participar en los juegos, causando que Krusty perdiese 44 millones de dólares.
En el programa de televisión y en las revistas de historietas Krusty también es la imagen y el propietario del restaurante Krusty Burger. Este ha sido clausurado por los inspectores de salud varias veces tanto por explotar a los empleados como por unir dos hamburguesas a medio comer y venderlas. Krusty desperdicia el dinero casi tan rápidamente como lo gana: encendiendo sus cigarrillos con billetes de cien dólares, comiendo tortillas de huevos de cóndor, gastando grandes sumas en revistas pornográficas y perdiendo una fortuna en las apuestas, tanto en carreras de caballos como en partidos de baloncesto, apostando contra los Harlem Globetrotters.
Krusty es un veterano del entretenimiento que ha tenido una vida dura, cansado del mundo y adicto al juego, a los cigarrillos, al alcohol, a la cocaína, al Percodan, al Pepto-Bismol y al Xanax; además, considera a la fama como algo imprescindible, ya que cae instantáneamente en estado de depresión cuando se apagan las cámaras. En el libro Planet Simpson, su autor Chris Turner describe a Krusty como "el típico veterano arrugado" que vive como una celebridad pero no es feliz y necesita el estatus que le da la fama. En un episodio, Bart acusó por accidente a Krusty como evasor de impuestos ante el Servicio de Impuestos Internos, por lo que el payaso perdió casi todo su dinero, lo que le obligó a fingir su propia muerte, aunque Bart acabó descubriéndolo, y encontrándole viviendo con el nombre de Rory B. Bellows en un barco anclado en el muelle de Springfield. Krusty declaró que estaba cansado de su vida como celebridad, y no se arrepintió cuando Bart le recordó sus fanáticos y el cariño que le tenían los niños. Finalmente, Bart le dijo a Krusty que irse del mundo del espectáculo significaría perder su estatus como famoso, lo cual convenció al payaso para que regresara. Krusty ha sido descrito como "el artista consumado que no puede concebir la posibilidad de no estar en el aire y no entretener a la gente".
En la decimocuarta temporada, Bart convenció a Krusty de postularse para el Congreso y así poder programar una nueva ruta de vuelo y evitar que los aviones siguieran transitando sobre la casa de los Simpson. Krusty aceptó ser parte del Partido Republicano. Aunque su campaña empezó con el pie izquierdo, Lisa sugirió que se dirigiese a las familias normales, resultando en la victoria por una amplia mayoría. El mandato de Krusty también empezó mal, ya que no sabía qué era lo que tenía que hacer. Sin embargo, con la ayuda de los Simpson y un influyente político que simula ser un portero, Krusty logró cambiar la ruta de vuelo de los aviones. Krusty no ha sido mencionado en la serie como miembro del Congreso desde ese entonces.

## Personaje

### Creación

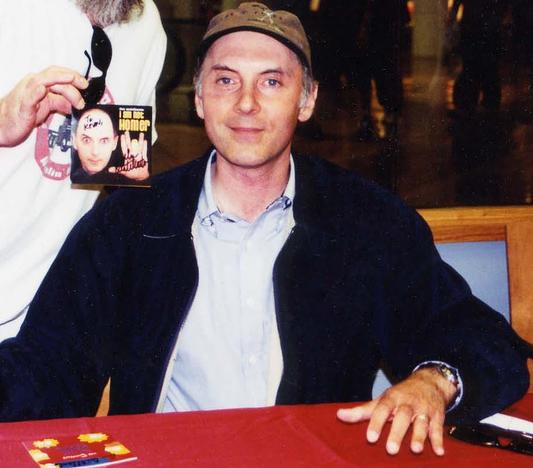
Dan Castellaneta pone su voz a Krusty en la versión original.

Krusty apareció por primera vez en The Krusty the Clown Show, uno de los cortos de Los Simpson emitidos en El show de Tracey Ullman el 15 de enero de 1989. El personaje está parcialmente inspirado en el payaso televisivo Rusty Nails, quien era el ídolo durante la infancia en Portland, Oregón del creador de Los Simpson, Matt Groening, y del director Brad Bird. Groening describe a Rusty Nails como un payaso dulce cuyo programa solía incluir mensajes vinculados al cristianismo, pero cuyo nombre lo asustaba cuando era pequeño. Dan Castellaneta basó su actuación como Krusty en el actor de televisión Bob Bell quien tiene una voz muy ronca e interpretó al payaso Bozo del canal WGN-TV de 1960 a 1984.
La apariencia y el diseño de Krusty son básicamente iguales al de Homer Simpson con maquillaje de payaso. Groening dijo "la concepción satírica por la que estaba pasando por ese momento se basaba en que Los Simpson era sobre un niño que no respetaba a su padre, pero adoraba a un payaso exactamente igual que él", un concepto que se volvió menos importante a medida que transcurrieron los años. Una idea inicial fue que Krusty resultase ser la identidad secreta de Homer, pero fue descartada por ser demasiado compleja y porque los guionistas estaban muy ocupados trabajando en la serie. Krusty fue originalmente diseñado como un hombre normal maquillado como payaso, pero David Silverman notó que "en algún momento, decidimos que debería lucir como un payaso todo el tiempo". Los productores discutieron ampliamente el tema de si Krusty debería conservar siempre su maquillaje de payaso, pero finalmente decidieron que no era importante. Los guionistas habían intentado mostrar la verdadera cara de Krusty en algunos momentos durante los primeros episodios, pero pensaron que no se veía bien, aunque su verdadero rostro se mostró en Krusty Gets Busted. En episodios posteriores se han hecho bromas acerca de la cara de Krusty. En Homer's Triple Bypass, Krusty revela que su "apariencia grotesca" es el resultado de múltiples ataques cardíacos.

### Desarrollo

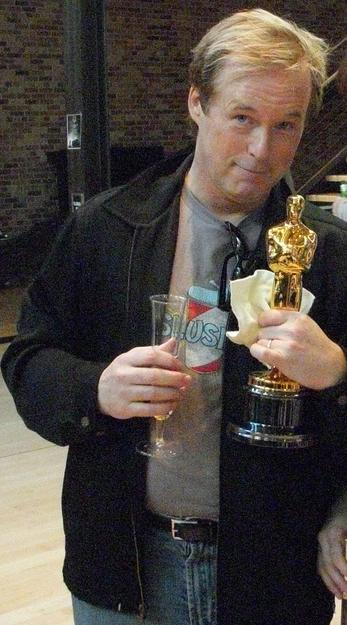
Brad Bird dirigió los primeros dos episodios sobre Krusty y trató de participar en la animación de al menos una escena en cada episodio basado en el personaje.

El episodio de la tercera temporada Like Father, Like Clown es el primero en establecer que Krusty es judío. La religión del personaje no había formado parte del concepto original, y la idea la tuvo Jay Kogen. El episodio es una parodia de la película de 1927 The Jazz Singer, la cual trata sobre un hijo con una educación estrictamente religiosa que desafía a su padre convirtiéndose en un artista. Para convertir a Like Father, Like Clown en una parodia completa de The Jazz Singer, la decisión fue hacer judío a Krusty y Rabino a su padre. El verdadero apellido de Krusty, Krustofski, fue elegido por Al Jean. El padre de Krusty, el Rabino Hyman Krustofski fue interpretado por Jackie Mason, quien ganó un Premio Primetime Emmy en la categoría "Mejor actuación de voz" por su participación en el episodio. En Krusty Gets Busted se aclaró que Krusty es analfabeto. Esto se demostró en episodios posteriores, como Itchy & Scratchy & Marge, pero la característica fue descartada después de las primeras temporadas porque era muy difícil para los guionistas escribir para un personaje que no supiese leer.
El diseño de Krusty ha sufrido varios cambios durante los últimos años. Para el episodio Homie the Clown, el diseño del personaje se realzó notablemente, ya que se le dio una forma diferente a su boca y ojeras permanentes bajo sus ojos para distinguirlo de Homer. En el episodio Lisa's Wedding, el cual está ambientado quince años en el futuro, el diseño de Krusty se alteró significativamente para que parezca considerablemente más anciano, y se basó en Groucho Marx.
Krusty es uno de los personajes favoritos de varios de los guionistas originales de la serie, quienes se veían identificados con él y querían escribir muchos episodios basados en el personaje. Krusty fue utilizado como una oportunidad para hacer bromas sobre el negocio del espectáculo y varias de las experiencias del payaso están basadas en hechos reales y anécdotas que les sucedieron a los guionistas. Particularmente era el favorito de Brad Bird, quien dirigió los primeros dos episodios sobre Krusty y trató de animar una escena en todos los capítulos cuyo argumento se basó en el personaje.
En 1994, Matt Groening planeó un corto en imagen real sobre Los Simpson cuyo argumento se basaría en Krusty y cuyo protagonista sería Dan Castellaneta. Junto a Michael Weithorn, escribió un guion piloto en el cual Krusty se mudaba a Los Ángeles y conducía su propio talk show. Una broma recurrente en el guion era que Krusty vivía en una casa de madera, la cual era continuamente destruida por castores. Finalmente, las negociaciones del contrato decayeron y Groening decidió abandonar el proyecto.

## Recepción
En 2004, Dan Castellaneta ganó un Premio Primetime Emmy por "Mejor actuación de voz" en Today I Am a Clown, un episodio basado en Krusty. Varios episodios que incluyeron a Krusty como protagonista tuvieron también una muy buena recepción. En 2007, Vanity Fair nombró a Krusty Gets Kancelled como el noveno mejor episodio de Los Simpson, diciendo también que: "Este es el mejor episodio de Krusty; mejor que el reencuentro con su padre, o el episodio sobre su Bar Mitzvah, que ganó un Emmy mucho tiempo después. La participación de estrellas invitadas fue un acierto, y el episodio nos permite ver el lado oscuro de la agitada carrera del payaso. Hollywood, la televisión, las celebridades, y los fanáticos se ven maravillosamente descritos". Matt Groening eligió a Krusty Gets Busted como su noveno episodio favorito, y dijo que particularmente le encanta el trabajo de Castellaneta como actor de voz. Groening ha declarado que tiene que irse de la habitación cada vez que Castellaneta graba la voz de Krusty por temor a arruinar la actuación. Star News Online eligió "el odio de Krusty el payaso hacia los niños", el Kampamento Krusty y la línea de Krusty "Cuántas reglas, parece que estoy en un club nocturno" como algunas de las cuatro razones por las que aman Los Simpson. El periódico británico The Observer listó dos productos de Krusty, la "Kolonia No-Tóxica de Krusty" y el "Test de Embarazo de Krusty", como parte de su lista de las trescientas razones por las que les gusta el programa.
En 2003, Krusty fue incluido en una exhibición especial sobre la historia de los artistas judíos en el Museo Judío de Nueva York.

## Productos

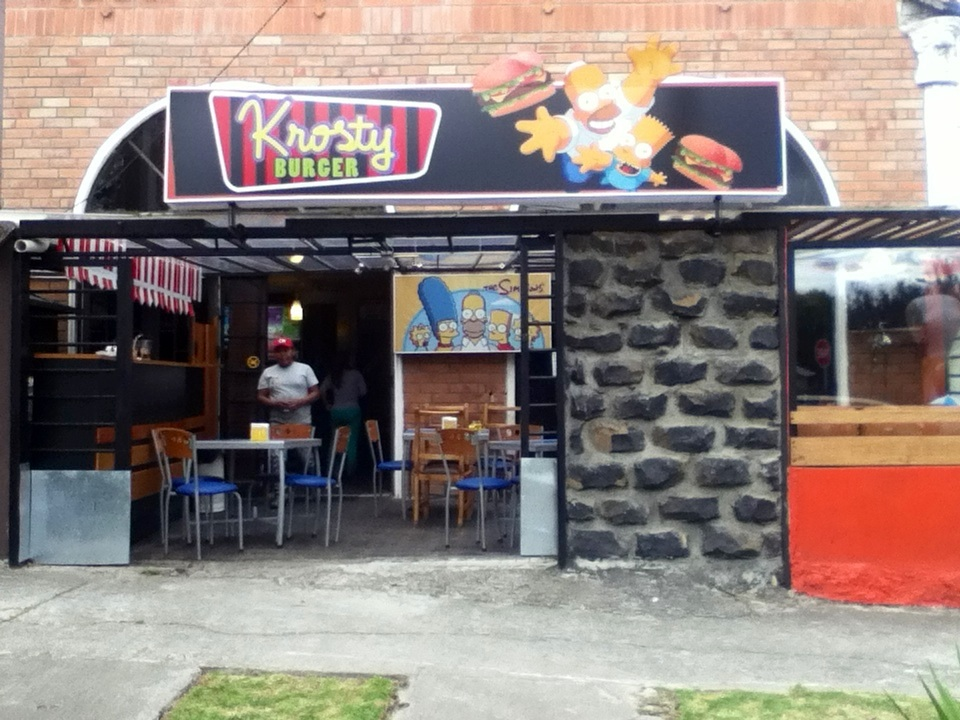
Restaurante "Krosty Burger" en Cuenca, Ecuador

Krusty ha sido incluido en varias publicaciones de Los Simpson, juguetes y otros productos. Los productos basados en el personaje incluyen muñecos, pósteres, cajas sorpresa, calcomanías, utensilios, disfraces y prendas de ropa, tales como camisetas. Playmates Toys ha creado un muñeco parlante malvado de Krusty, basado en el que apareció en Treehouse of Horror III. Krusty también fue convertido en una figura de acción, y se incluyeron varias versiones diferentes como parte de la línea de juguetes World of Springfield. El primero muestra a Krusty en su ropa tradicional de payaso con varios productos basados en él y fue lanzado a la venta en 2000 como parte de la "primera ola". El segundo, lanzado a la venta en 2002 como parte de la "novena ola", se llama "Krusty encarcelado" y lo muestra en una prisión sin su vestimenta de payaso, como fue visto en Krusty Gets Busted. El tercero fue lanzado a la venta en 2003 como parte de la "decimotercera ola" y se llamó "Krusty en esmoquin". También se crearon varios juegos basados en Krusty, incluyendo los Estudios Krusty-Lu y Krusty Burger, ambos lanzados a la venta en 2001.
En The Simpsons Ride, una atracción inaugurada en Universal Studios Florida y Universal Studios Hollywood en mayo de 2008, Krusty construye y abre un parque de diversiones basado en caricaturas llamado Krustyland. Sideshow Bob hace una aparición y trata de matar a la familia Simpson. En julio de 2007, la cadena de tiendas 7-Eleven convirtió once de sus tiendas en los Estados Unidos y una en Canadá en sucursales del Kwik-E-Mart para celebrar el estreno de Los Simpson: la película. Entre los productos vendidos, se incluyeron los cereales para el desayuno "Krusty-O's", los cuales fueron desarrollados por Malt-O-Meal.